# Platylabus dilleri
Platylabus dilleri är en stekelart som beskrevs av Heinrich 1971. Platylabus dilleri ingår i släktet Platylabus och familjen brokparasitsteklar. Inga underarter finns listade i Catalogue of Life.